# Unie záchrany Rumunska
Unie záchrany Rumunska (rumunsky Uniunea Salvați România) je liberální středopravicová politická strana v Rumunsku.

## Historie
Byla založena v roce 2016, kdy zároveň poprvé pronikla do rumunského parlamentu. Po parlamentních volbách 2020 se pak stala součástí rumunské vlády. Strana se hlásí k liberálně demokratickým hodnotám, zdůrazňuje také volný trh, členství Rumunska v Evropské unii a NATO, významným tématem pro ni je také boj proti korupci. Součástí jejího politického programu je také zřízení fondu, který by přispíval na občanskou společnost a nezávislý tisk v sousedním Moldavsku, kde podporuje liberální stranu ACUM prezidentky Maii Sanduové.